# El pueblo que no quería ser gris
El pueblo que no quería ser gris és el nom d'una obra clàssica de la literatura infantil Argentina de Beatriz Doumerc i Ayax Barnes. El llibre va ser prohibit a l'Argentina fins a finals del segle XX.
L'obra va ser publicada en castellà l'any 1975 per Rompan Filas ediciones i va ser prohibida pel decret nº1888 l'any 1976 degut a propiciar una actitud rebel de la població contra l'Estat. Més endavant, va ser reeditada l'any 2015 per Colihue.

## Argument
El llibre narra la història d'un petit país el qual està governat per un rei autoritari que es dedica a donar ordres a la població sense tindre-hi cap altra interacció.
Un dia, el rei es va quedar sense ordres que donar i es va tancar al seu palau i com a última ordre va ordenar que tota la població pintés de gris les seves cases. La gran majoria de la població li va fer cas, però hi va haver un habitant que, mentre es disposava a pintar casa seva de gris, va veure un colom vermell, blau i blanc. Tan bonic li va semblar el colom que va decidir pintar la seva casa amb aquests colors.
Quan els guàrdies del rei se'n van adonar, van anar al palau a comunicar-ho al rei, i aquest enfadat va ordenar que els guàrdies anessin a la casa a solucionar el problema. Una vegada els guàrdies estaven per arribar, una dona va veure la casa vermella, blava i blanca del seu veí i va decidir pintar-la amb els mateixos colors. Quan els guàrdies per fi van arribar al lloc, van veure dues cases del mateix color. I confosos per quina de les dues cases es referia el rei, van tornar al palau a informar de la situació.
El rei en ser informat va caure d'espatlles a terra i quan va posar-se dret, enfadat, va ordenar que portessin les dues persones davant d'ell. Però quan els guàrdies van arribar al lloc, ara hi havia tres cases pintades, i després 4, 5, 15, 28... i després moltes més. Fins a arribar a 333.333 cases pintades vermell, blau i blanc.
El rei, impotent, va ordenar la detenció de tot allò que fos vermell, blau i blanc. Resultant finalment, en l'arribada al castell de tots els homes, dones i animals del poble. El rei va caure d'espatlles al veure això, però aquest cop no es va aixecar de nou.
Llavors, el rei de la comarca veïna va veure que el color dels estendards del rei veí havia canviat a vermell, blau i blanc i va decidir enviar als seus emissaris per veure que succeïa. Al contar-los la història, van intentar prevenir el que havia succeït a la comarca del regne veí, però ja era massa tard. Un habitant ja havia vist un colom de color vermell, blau i blanc i va començar a pintar la casa d'aquests colors. Generant així un bucle de mai acabar.

## Context social de la obra
Durant l'any que va ser publicat el llibre, Argentina va patir el Cop d'Estat a Argentina el 1976. Aquest cop, va causar que la democràcia Argentina no es pogués consolidar fins a finals del segle xx, propiciant que moltes obres i aspectes de la cultura argentines fossin censurats i perseguits durant aquesta època degut al caràcter antidemocràtic del govern del cop d'Estat, el qual perseguia qualsevol actitud de rebel·lió contra les polítiques imposades al territori.

## Sobre l'escriptora i altres obres
Beatriz Doumerc de Barnes (1929 - Barcelona, 26 de març de 2014) va ser una escriptora argentina. Molt famosa per les seves obres de literatura infantil.
Va viure a Itàlia des del 1977 fins al 1984, any en què va començar a residir a Barcelona, Espanya, fins a la seva mort. Els seus llibres es van publicar a Argentina, Espanya, Itàlia, Veneçuela, Uruguai i Suècia. La seva obra ha estat guardonada a Amèrica i Europa.
Es va casar amb l'il·lustrador Ayax Barnes, que va il·lustrar molt dels seus textos.
Entre les seves obres més guardonades, s'hi troben tres contes de literatura infantil:
La línea (Buenos Aires, Granica, 1975). Premi Casa de las Américas 1975. Llibre el qual va revolucionar la literatura infantil a l'Argentina i és considerat com un símbol d'aquesta literatura.
Daniel y los reyes (Barcelona, Destino, 1987). Aquest llibre va rebre el Premi Apel·les Mestres (Barcelona, 1986).
Un cuento grande como una casa (Madrid, Anaya, 1988). Aquest llibre va rebre el Premio Lazarillo (España, 1987).